# طغاي
طغاي هي قرية في مقاطعة ميانة، إيران. عدد سكان هذه القرية هو 124 في سنة 2006.